# Megaselia setifemur
Megaselia setifemur är en tvåvingeart som beskrevs av Richard Mitchell Bohart 1947. Megaselia setifemur ingår i släktet Megaselia och familjen puckelflugor. Inga underarter finns listade i Catalogue of Life.